# Lee Priest
Lee Andrew Priest McCutcheon(Newcastle, Austrália, 6 de Julho de 1972) é um fisiculturista australiano, considerado um dos maiores de todos os tempos. 
Foi educado juntamente com a sua irmã pela sua mãe, que também praticava bodybuilding. Nasceu em Wallsend, frequentando a escola primária de Platsburg. Ganhou bastante popularidade no mundo do bodybuilding devido ao seu carácter simples, humor apurado, vontade de falar e ajudar bodybuilders amadores, além de seu incrível porte físico.

## Estatísticas
- Altura: 1,63m

- Peso em off-season: 130 kg

- Peso em competição: 90 kg

- Anos de treino: Desde os 13 anos de idade.

### Histórico competitivo
- 1989 IFBB Australian Championships, 1º lugar

- 1990 IFBB Australian Championships, 1º lugar

- 1990 IFBB World Amateur Championships, Lightweight, 4º lugar

- 1993 IFBB Niagara Falls Pro Invitational, 9º lugar

- 1994 IFBB Arnold Schwarzenegger Classic, 7º lugar

- 1994 IFBB Ironman Pro Invitational, 4º lugar

- 1994 IFBB Night of Champions, 12º lugar

- 1994 IFBB San Jose Pro Invitational, 7º lugar

- 1995 IFBB Arnold Schwarzenegger Classic, 7º lugar

- 1995 IFBB Florida Pro Invitational, 4º lugar

- 1995 IFBB Ironman Pro Invitational, 3º lugar

- 1995 IFBB South Beach Pro Invitational, 3º lugar

- 1996 IFBB Ironman Pro Invitational, 4º lugar

- 1996 IFBB San Jose Pro Invitational, 6º lugar

- 1997 IFBB Arnold Schwarzenegger Classic, 7º lugar

- 1997 IFBB Grand Prix Czech Republic, 5º lugar

- 1997 IFBB Grand Prix England, 6º lugar

- 1997 IFBB Grand Prix England, 9º lugar

- 1997 IFBB Grand Prix Germany, 3º lugar

- 1997 IFBB Grand Prix Hungary, 3º lugar

- 1997 IFBB Grand Prix Russia, 9º lugar

- 1997 IFBB Grand Prix Spain, 3º lugar

- 1997 IFBB Ironman Pro Invitational, 2º lugar

- 1997 IFBB Mr. Olympia, 6º lugar

- 1997 IFBB San Jose Pro Invitational, 4º lugar

- 1998 IFBB Mr. Olympia, 6º lugar

- 1999 IFBB San Jose Pro Invitational, 6º lugar

- 1999 IFBB Mr. Olympia, 9º lugar

- 2000 IFBB Night of Champions, 5º lugar

- 2000 IFBB Mr. Olympia, 6º lugar

- 2001 IFBB Ironman Pro Invitational, 7º lugar

- 2002 IFBB Ironman Pro Invitational, 2º lugar

- 2002 IFBB Arnold Schwarzenegger Classic, 4º lugar

- 2002 IFBB San Francisco Pro Invitational, 1º lugar

- 2002 IFBB Mr. Olympia, 6º lugar

- 2003 IFBB Mr. Olympia, 15º lugar

- 2004 IFBB Ironman Pro, 2º lugar

- 2004 IFBB San Francisco Pro Invitational, 2º lugar

- 2005 IFBB Grand Prix Austrália, 1º lugar

- 2005 IFBB Arnold Classic, 4º lugar

- 2006 IFBB Ironman Pro, 1º lugar

- 2006 IFBB Arnold Classic, 6º lugar

- 2006 IFBB Grand Prix Austrália, 2º lugar

- 2006 PDI Night of Champions, 1º lugar

- 2006 PDI Night of Champions Britain, 1º lugar

## Vídeos de Treinamento
- The Blond Myth (1998)
- Another Blond Myth (2001) - Footage leading up 2000 night of champions.
- Training Camp and Career Highlights - Australia's own Superman.
- It's Not Revenge (2006)